# Streams of Whiskey: Live in Leysin, Switzerland
Streams of Whiskey è un album live del gruppo celtic rock irlandese The Pogues, registrato nel luglio del 1991 a Leysin poco prima che il frontman Shane MacGowan uscisse dalla band. Il disco fu pubblicato contro il volere della stessa band, che invitò addirittura i fan a non comprarlo a causa della bassissima qualità dell'audio.

## Tracce
1. Streams of Whiskey (Shane MacGowan) - 2:31
2. If I Should Fall from Grace with God (MacGowan) - 2:18
3. Boys from the County Hell (MacGowan) - 3:30
4. Young Ned of the Hill (Terry Woods, Ron Kavana) - 5:17
5. Rain Street (MacGowan) - 3:51
6. Sayonara (MacGowan) - 3:13
7. Battle of Brisbane (MacGowan) - 2:51
8. The body of an American (MacGowan) - 4:25
9. Summer in Siam (MacGowan) - 3:50
10. Thousands are Sailing (Philip Chevron) - 4:51
11. The Sunnyside of the Street (MacGowan, Jem Finer) - 3:09
12. Dirty Old Town (Ewan MacColl) - 4:20
13. The Sick Bed of Cuchulainn (MacGowan) - 3:23
14. Yeah, Yeah, Yeah, Yeah, Yeah (MacGowan) - 5:39
15. Fiesta (Shane MacGowan (Finer, Lindt Kotscher, MacGowan) - 4:38
16. Sally MacLennane (MacGowan) - 2:51

## Formazione
- Shane MacGowan - voce principale
- Terry Woods - cetra, voce d'accompagnamento
- Philip Chevron - chitarra, voce d'accompagnamento
- Spider Stacy - tin whistle, voce d'accompagnamento
- Andrew Ranken - batteria
- Jem Finer - banjo, sassofono
- Darryl Hunt - basso
- James Fearnley - fisarmonica

## Crediti[2]
- Antony Amos - produttore, coordinatore
- Steve Hammonds - produttore, coordinatore
- Ken Caillat - produttore esecutivo
- John Trickett - produttore esecutivo
- Ken Ramos - missaggio
- Charlie Watts - mastering
- Ian Dickson - fotografia
- David Redferns - fotografia
- Rex Features - fotografia
- Alan Robinson - note
- Becky Stewart - design
- Chuck Ybarra - design grafico